# 622577 Miorita
622577 Miorita este o planetă minoră (asteroid) din Asteroid Apollo. A fost descoperită pe 2 iunie 2014 la  de . 
Obiectul prezintă o orbită caracterizată de o semiaxă mare de 1,2868545839985 UAi, o excentricitate de 0,44963806737423, o înclinație de 25,31145148924 ° în raport cu ecliptica.